# AOK-Verwaltungsgebäude (Dresden)

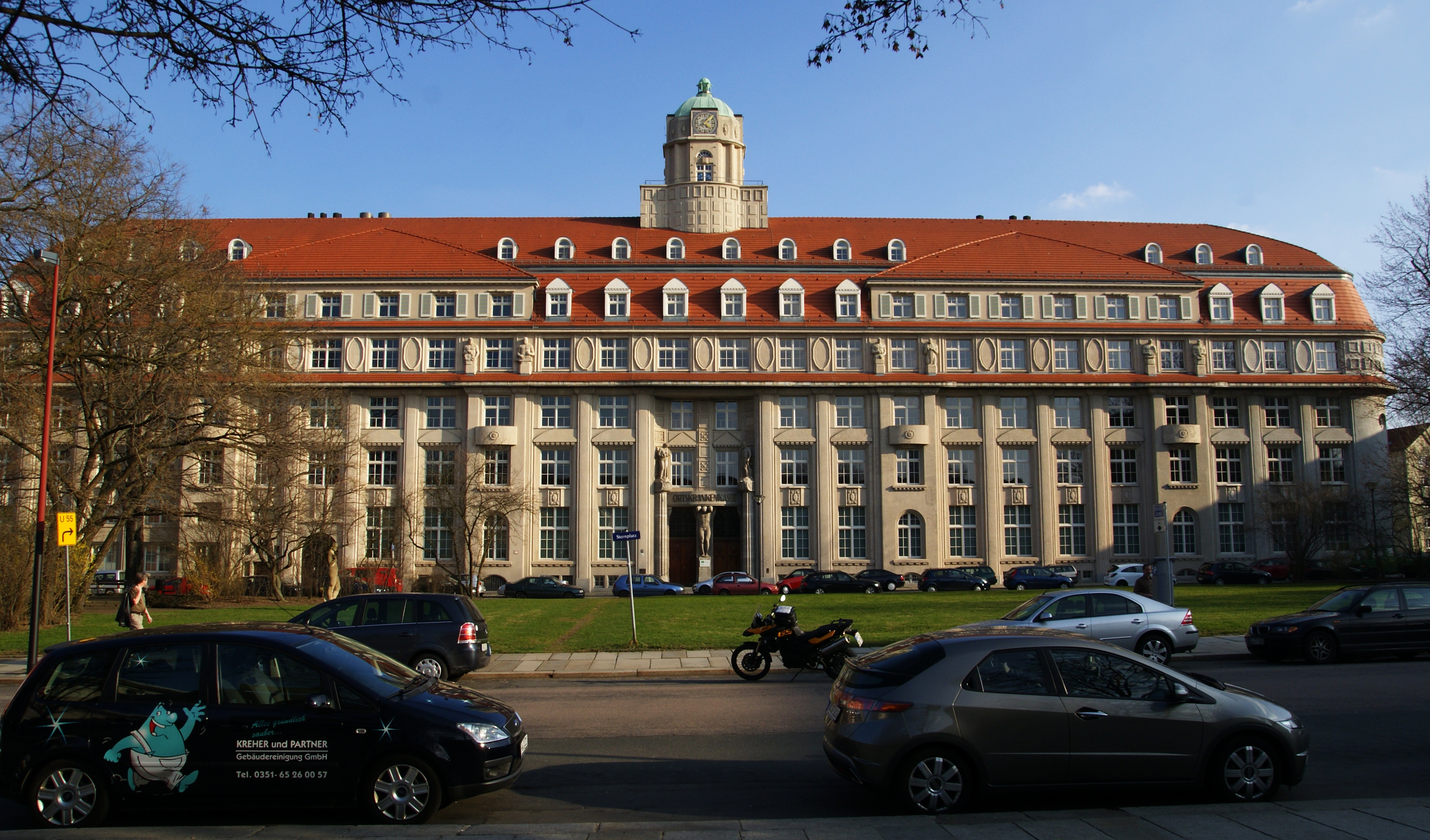
Historisches AOK-Verwaltungsgebäude

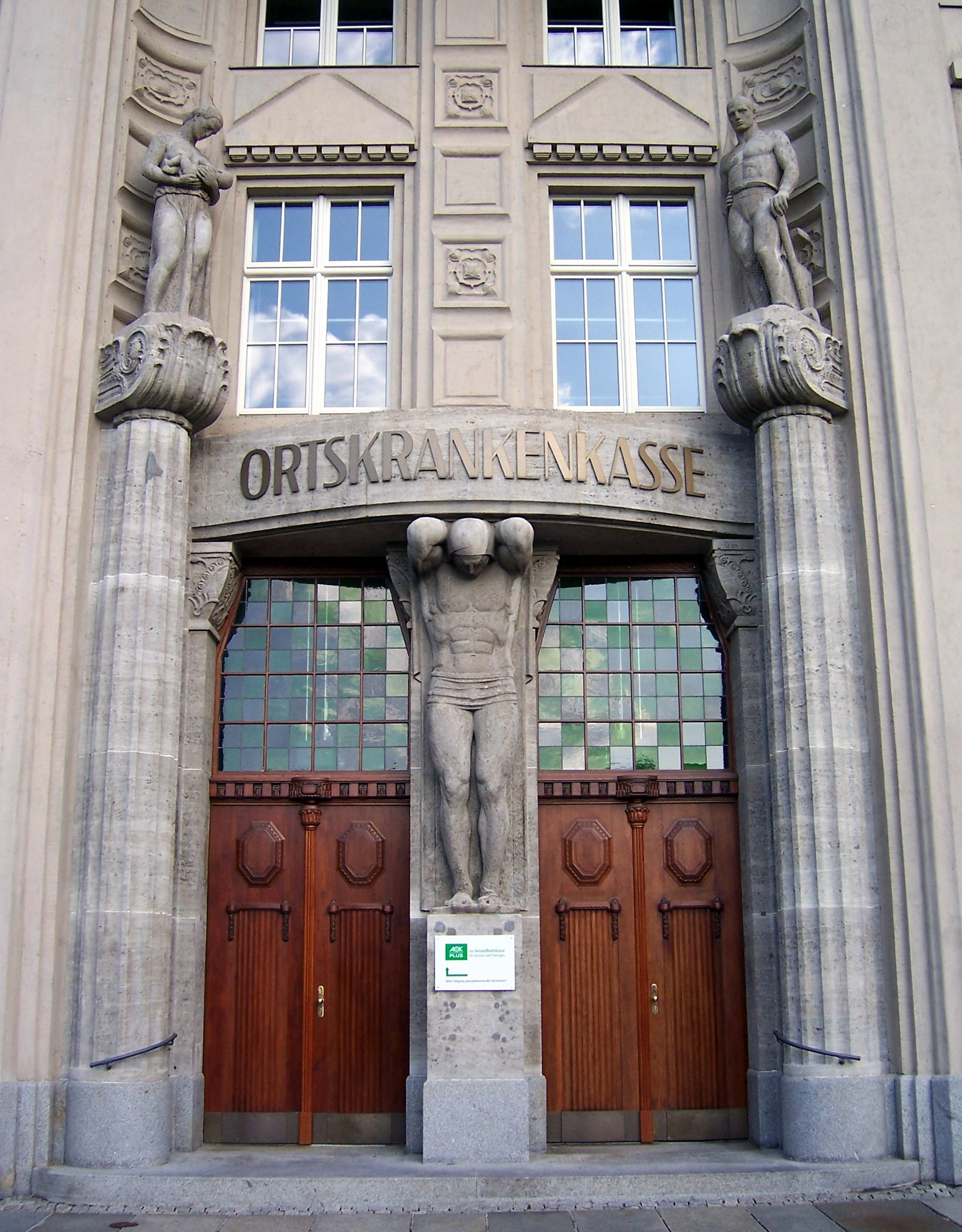
Portal mit Figuren von Selmar Werner

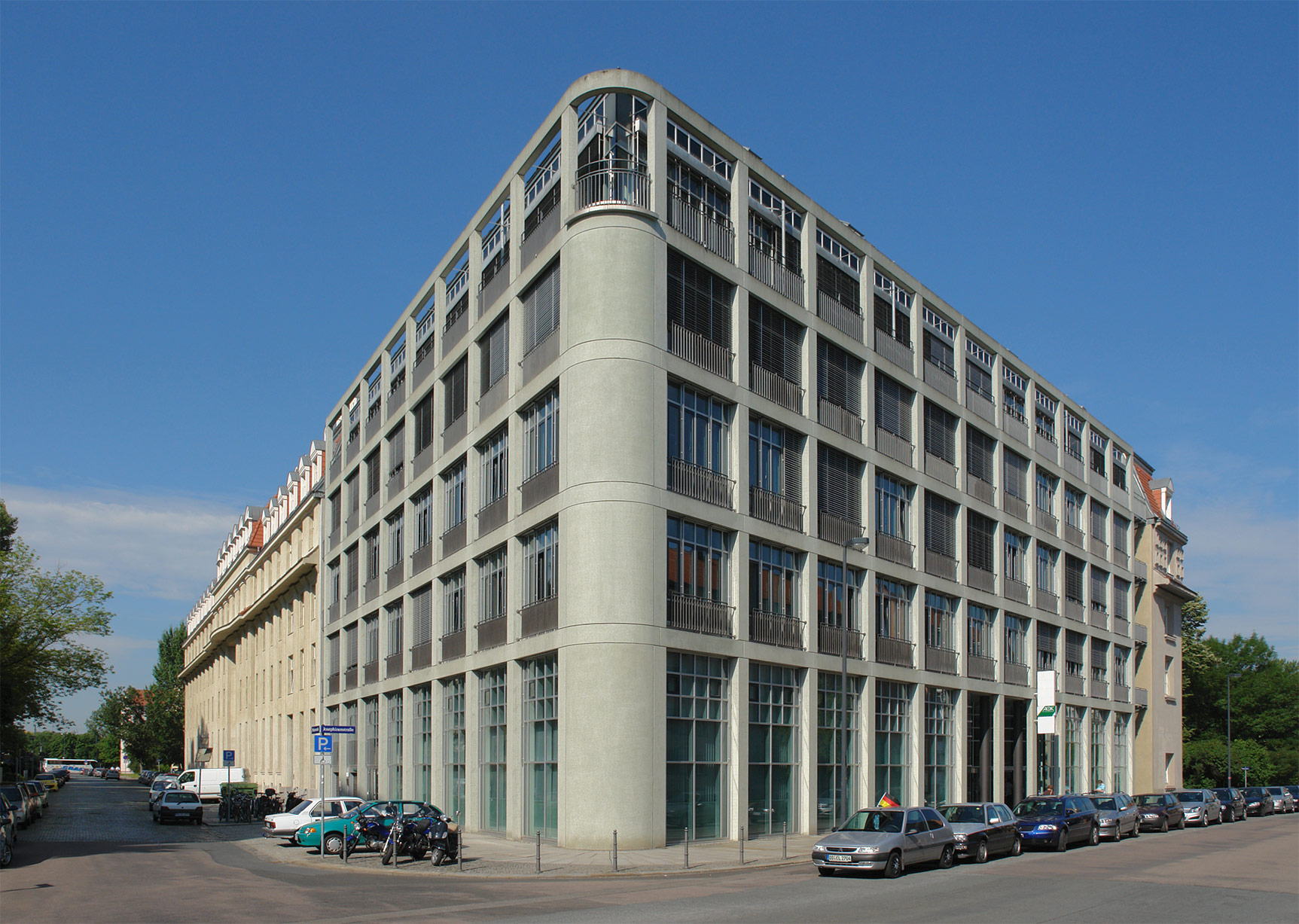
Neubau

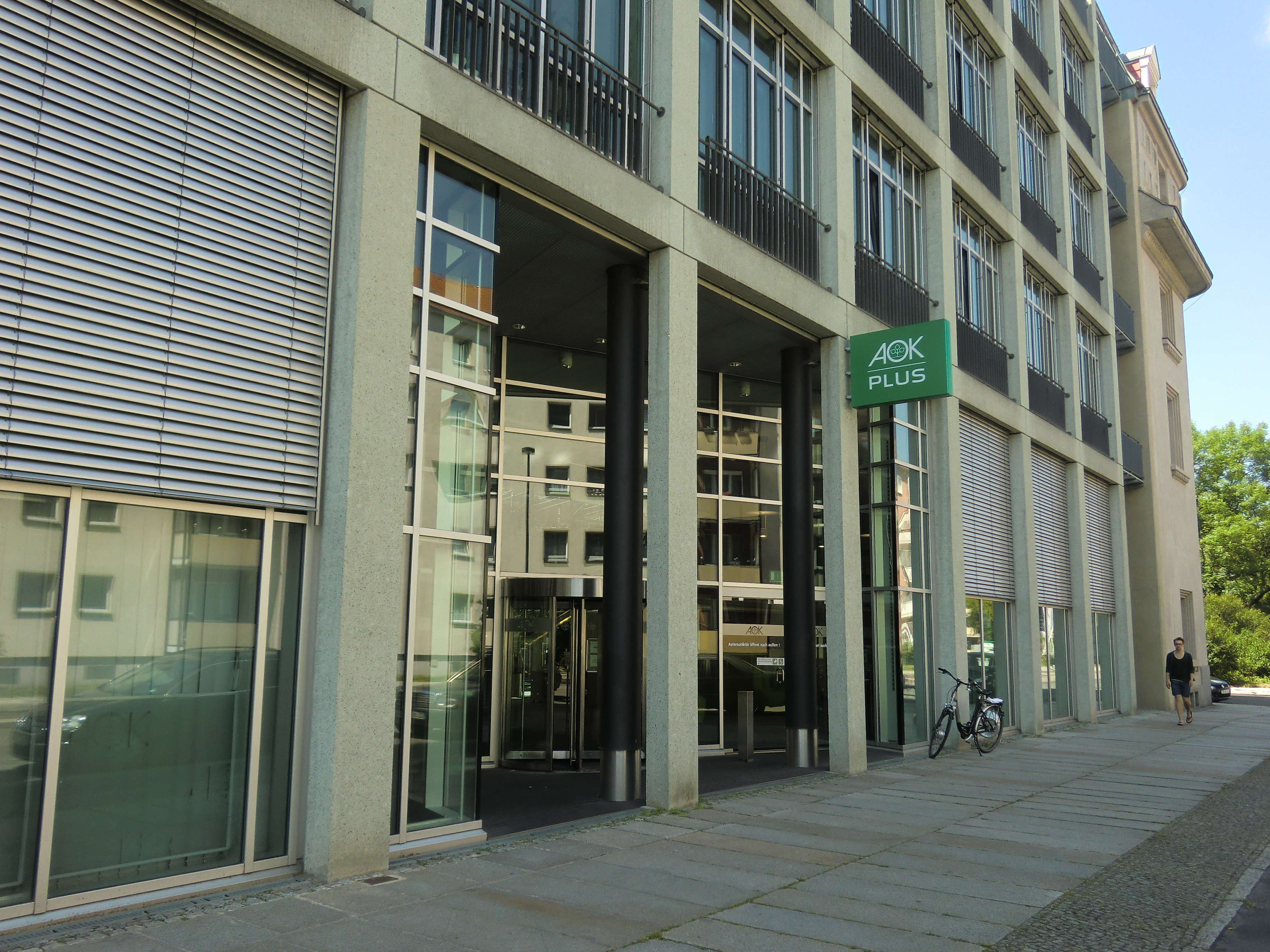
Eingang Kundencenter

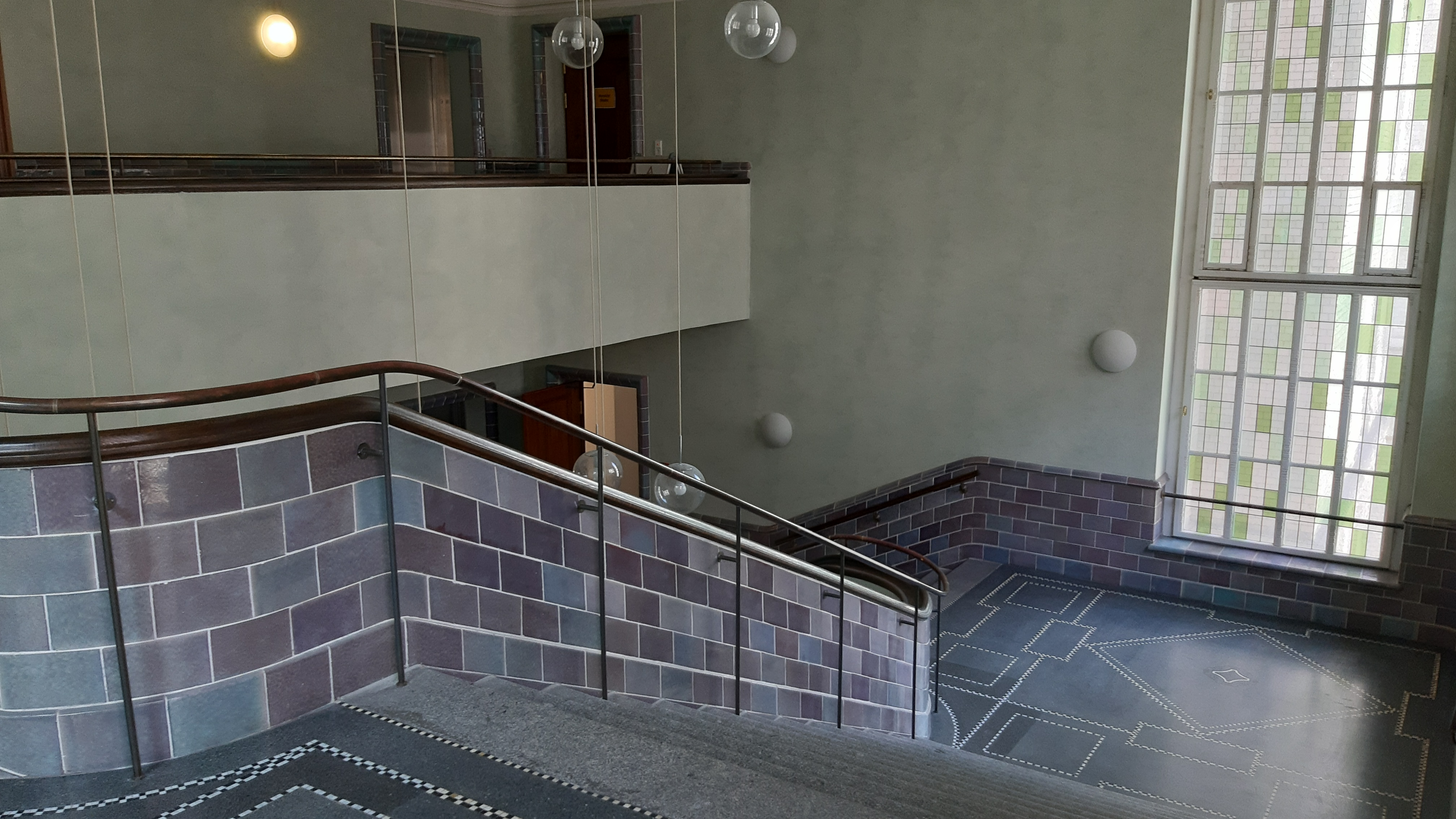
Treppenhaus im Altbau

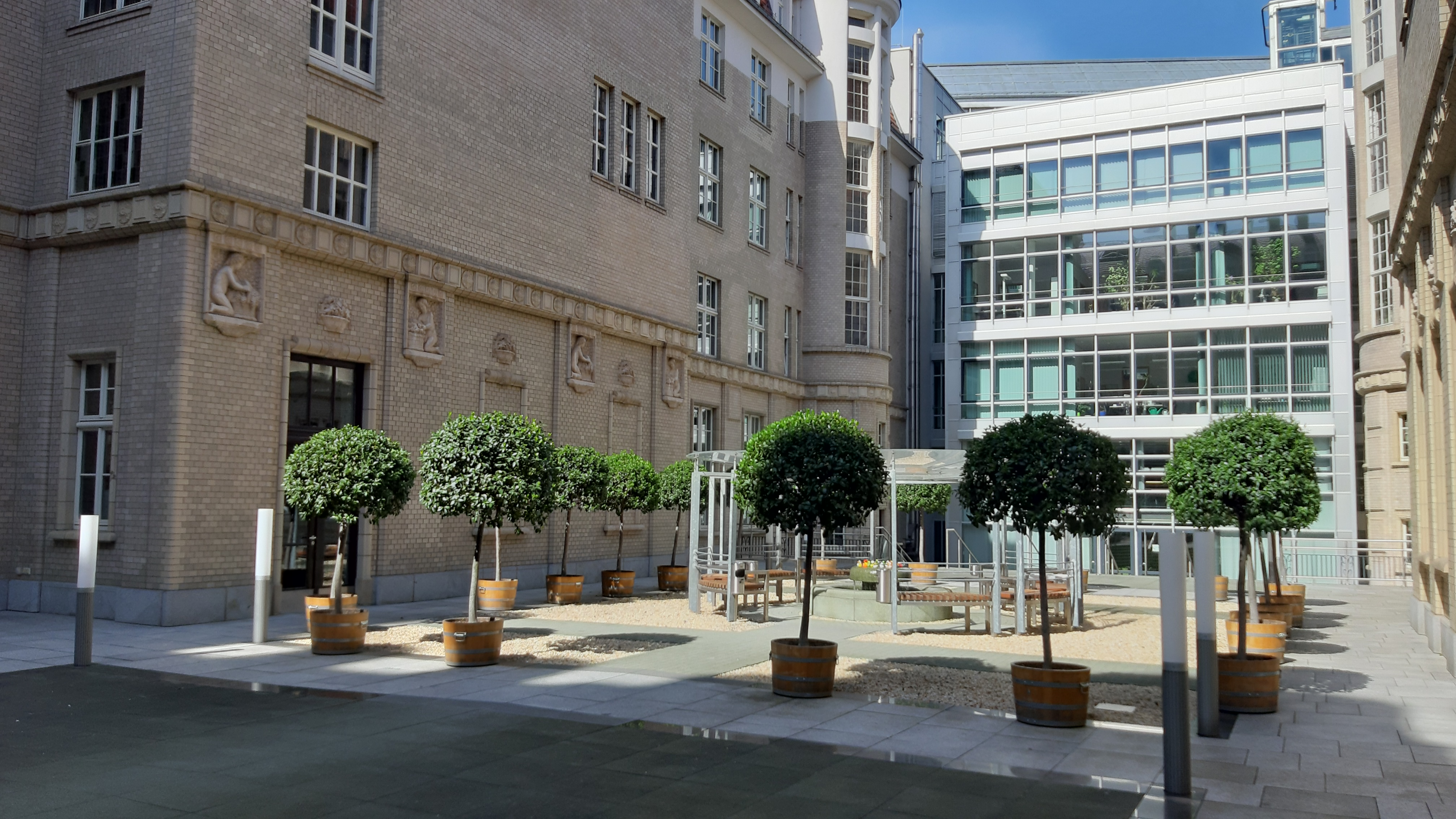
Innenhof mit Brunnen und Rückseite des Altbaus (links)

Das AOK-Verwaltungsgebäude befindet sich am Sternplatz 7 in Dresden. Es wurde  für die AOK Dresden erbaut und beherbergt heute eine der beiden Hauptstellen der AOK Plus.

## Beschreibung

### Bauland
Das Verwaltungsgebäude der Ortskrankenkasse steht auf einem historischen Platz des ehemaligen Dorfes und späteren Stadtteiles Poppitz. Der Ort wurde 1315 erstmals urkundlich erwähnt und um 1550 von der Stadt Dresden eingemeindet. Die Annengemeinde legte im Jahr 1712 an dieser Stelle den Neuen Annenkirchhof an. Im Jahr 1911 wurde der Friedhof säkularisiert, nachdem bereits ab 1867 Bestattungen nur noch mit einer besonderen Genehmigung stattfinden konnten.
Somit war das Gelände am – nach der Gaststätte Zum Goldenen Stern benannten – Sternplatz, der Polierstraße und der Maternistraße mit 4045 Quadratmeter frei für den Bau eines Verwaltungsgebäudes der Ortskrankenkasse Dresden. Für 375.000 Mark erwarb man das Areal und konnte mit dem Bau nach Entwürfen des Dresdner Architektenbüros Schilling & Graebner beginnen. Die Grundsteinlegung war am 2. November 1912 nach dem am 14. September 1912 mit dem Aushub der riesigen Baugrube begonnen wurde. Die Bauhauptausführung übernahm die Johann Ordorico GmbH, insgesamt waren fast 150 Dresdner Betriebe am Bau beteiligt.

### Bauausführung des historischen Altbaues
Das viergeschossige Gebäude ist ein Stahlbetonbau und hat eine „kompakte Kubatur“, die von „großen Formen von ausgebautem Mansardgeschoss, Kolossalpilastern und Fensterbrüstungen“ gegliedert werden. „Die Geschlossenheit, Einheitlichkeit sowie die Homogenität der Fassade untermauern die Statik des Bauwerks.“ Zwei große Figuren aus Tuffstein flankieren zu beiden Seiten das Portal: Stillende Mutter auf der einen Seite und Arbeiter auf der anderen Seite. Das Portal ist geteilt, zwischen beiden Türen befindet sich eine überlebensgroße Atlasfigur. Alle drei Figuren wurden von Selmar Werner geschaffen. Sie „ergänzen in ihrer monumentalen Formensprache den massiven und trutzigen Burgcharakter dieses Gebäudes“. Von Georg Türke stammen die Figuren am vierten Obergeschoss, die paarweise angeordnet sind in Steinguss: Arbeiter, Tischler, Bäcker, Maurer, Schlosser, Schmied, Steinmetz und Zimmermann. Zwischen dem dritten und vierten Obergeschoss wurde ein umlaufendes Traufgesims angebracht, das mit Dachziegeln abgedeckt ist. Das Gesims „scheint den Bau in die Teile Dach und Unterbau zu trennen, was die gewaltigen Proportionen deutlich werden lässt und zu einer immensen Monumentalisierung führt“. So steigert das vierte Obergeschoss des Hauses die Monumentalwirkung des Daches, weil es als Teil des ausgebauten Mansarddaches und nicht der Fassade erscheint.
Während der plastische Schmuck, „wie gebrochen ovale und quadratische Putzspiegel und ungegenständliche Ornamente“ typische Elemente der Reformbaukunst wären, nähme vor allem die Gestaltung des Turms Elemente des Art déco vorweg. Die Höhe des Dachreiters beträgt elf Meter über dem First und endet mit einer Erdkugel von einem Meter Durchmesser. Diese wird von kleinen Falkenköpfen eingefasst. In der Mitte des Turmaufbaus befindet sich eine Uhr mit aus bunten Mosaiksteinen hergestellten Zifferblättern. Mit der Sanierung des Gebäudes wurden auch mehrere Nistkästen für Turmfalken am Dach angebracht.
Dieser Bau ist ein Beispiel für den Monumentalstil innerhalb der Reformarchitektur und wurde bereits nach 15 Monaten Bauzeit am 30. Dezember 1913 bezogen und einen Tag später begann der Dienst der Ortskrankenkasse. Das Gebäude ist am Sternplatz 96 Meter, an der Maternistraße 50 Meter und an der Polierstraße 81 Meter lang. Das Gebäude hat eine Höhe bis zum First von 31,33 Meter und 37,46 Meter bis zur Turmspitze des Dachreiters. Die Baukosten betrugen 3.134.083,45 Mark. Das Areal konnte nicht geschlossen bebaut werden, auf der Josephinenstraße standen bereits seit dem Jahr 1650 einige Wohnhäuser. Diese wurden 1945 bei den Bombenangriffen auf Dresden zerstört und großzügig enttrümmert. Die Annenkirche und das Verwaltungsgebäude überstanden beschädigt als einzige die Bombardierungen in der Seevorstadt-West.
Zu DDR-Zeiten wurde fast das gesamte Haus als Poliklinik (im heutigen Sinn: Ärztezentrum) genutzt. An der Josephinenstraße (zu DDR-Zeiten: Kurt-Schlosser-Straße) und im beschädigten Bereich befand sich eine Wärmezentrale des Vorläufers der heutigen Dresdner Stadtwerke (DREWAG), diese befindet sich nunmehr im Kellergeschoss des Erweiterungsbaues.

### Bauausführung des Erweiterungsbaues
1992 wurde die Poliklinik endgültig geschlossen, das Gebäude war zwischenzeitlich wieder an die AOK restituiert worden.
Erst 1996 wurde die Seite an der Josephinenstraße frei für einen Erweiterungsbau, der in den Jahren 1996 bis 1998 im Auftrag der Regionaldirektion Dresden der AOK Sachsen als moderner Neubau hinzugefügt wurde. Ausführende Baufirma war Müller & Altvatter. Die feierliche Grundsteinlegung war am 5. Dezember 1996. Das Richtfest wurde am 25. September 1997 mit dem Heben der Richtkrone erfolgreich gewürdigt. Bereits im September 1998 konnte die Fertigstellung des angepassten Erweiterungsbaus gefeiert werden. Zwei Monate später war der Einzug abgeschlossen und die Nutzung konnte erfolgen. Der Erweiterungsbau wurde an die historischen Gebäudeflügel gesetzt und deren Grundkonzeption übernommen. Über einer zweigeschossigen Tiefgarage befinden sich die Abteilungen des Kundenservice mit den Filialen und die ambulante und stationäre Versorgung der Büros. Des Weiteren haben im Erweiterungsbau die Abteilungen Recht/Revision und Datenschutz ihren Platz erhalten. Das vierte Obergeschoss ist dem Vorstand vorbehalten. Die Baukosten betrugen 29 Millionen DM. In den Jahren 1998/1999 wurde der Gebäudeflügel an der Polierstraße von Grund auf saniert und von 1999 bis 2001 die Seite am Sternplatz.